# Novokuznetsk
Novokuznetsk (ryska Новокузне́цк) är den största staden i Kemerovo oblast i Ryssland och har cirka 550 000 invånare. Den grundades 1618 av kosacker och hette då Kuznetsk. Under Josef Stalins industrialisering av Sovjetunionen blev staden ett industricentrum och 1932–1961 hette staden Stalinsk. Ett av de största företagen i Novokuznetsk är stålverket, Novokuznetsk stålverk, som tillika är ett av de större i landet.
År 2007 skedde två olyckor i  
Uljanovskajagruvan, en kolgruva i närheten av Novokuznetsk. Den 19 mars dödades 110 gruvarbetare när metangas som läckte in i gruvan exploderade
och den 24 maj dog 28 gruvarbetare i en ny explosion.

## Stadsdistrikt
Novokuznetsk är indelat i sex stadsdistrikt.
| Stadsdistrikt      | Invånarantal 9 oktober 2002 | Invånarantal 14 oktober 2010 | Invånarantal 1 januari 2015 |
| ------------------ | --------------------------- | ---------------------------- | --------------------------- |
| Kujbysjevskij      | 79 999                      | 79 121                       | 79 640                      |
| Kuznetskij         | 49 523                      | 50 390                       | 49 798                      |
| Novoilinskij       | 68 960                      | 73 755                       | 76 877                      |
| Ordzjonikidzevskij | 79 564                      | 82 050                       | 83 564                      |
| Tsentralnyj        | 173 089                     | 164 455                      | 163 201                     |
| Zavodskij          | 98 735                      | 98 133                       | 97 047                      |
| TOTALT             | 565 680¹                    | 547 904                      | 550 127                     |

¹ Uppgiften inkluderar orter som inte ingick i centralorten vid denna tidpunkt, men som nu är sammanslagna med staden. Orterna var (med folkmängd 2002) Abagur (6 696), Listvjagi (4 745) och Pritomskij (4 369). Centrala Novokuznetsk hade 549 870 invånare vid samma tidpunkt.

## Vänorter
- Dallas, USA
- Nizjnij Tagil, Ryssland
- Pittsburgh, USA
- Zaporizjzja, Ukraina
- Birmingham, Storbritannien